# Alain Guiraudie
Alain Guiraudie (ur. 15 lipca 1964 w Villefranche-de-Rouergue) – francuski reżyser i scenarzysta filmowy. 

## Życiorys
Urodził się w Villefranche-de-Rouergue jako najstarszy syn w rodzinie rolników. W bardzo młodym wieku rozwinął pasję do kultury popularnej (komiksy, seriale telewizyjne, filmy gatunkowe). Po maturze podjął studia na Uniwersytecie w Montpellier. 
Po napisaniu kilku powieści, które nigdy nie zostały opublikowane, w 1990 wyreżyserował swój pierwszy film krótkometrażowy, 14-minutową komedię Les héros sont immortels (Bohaterowie są nieśmiertelni), a wkrótce potem 11-minutiwy dramat Tout droit jusqu’au matin (Prosto do rana, 1994) i 16-minutowy La Force des choses (Siła rzeczy, 1998). Wkrótce krytycy dostrzegli jego średniometrażowy dramat Du soleil pour les gueux (Słońce dla żebraków, 2001), a komediodramat Ce vieux rêve qui bouge (Ten stary sen, który się realizuje, 2001) był nominowany do Césara za najlepszy film krótkometrażowy.
Jego najgłośniejsze dzieło Nieznajomy nad jeziorem (2013) zostało zaprezentowane w sekcji Un Certain Regard na 66. MFF w Cannes, gdzie zdobyło nagrodę za najlepszą reżyserię.

## Wybrana filmografia
- Bezsenność bohatera (Pas de repos pour les braves) (2003)
- Voici venu le temps (2005)
- Le Roi de l'évasion (2009)
- Nieznajomy nad jeziorem (L'inconnu du lac) (2013)
- Rester vertical (2016)